# Кітаґава Кейко
Кітаґава Кейко (яп. 北川 景子; нар. 22 серпня 1986) — японська акторка та колишня модель. Вона була ексклюзивною моделлю для японського журналу Seventeen з кінця 2003 до середини 2006 р., доки не покинула цю професію та журнал. Її першою діючою роллю була Сейлор Марс в шоу Pretty Guardian Sailor Moon (2003—2004) проекта Сейлор Мун. Наступна її роль — у комедійному фільмі «Брати Мамія». Кейко знялася в декількох фільмах, включаючи «Потрійний форсаж: Токійський дрифт» (2006) і «Красивий костюм» (2008), та зігравши головні ролі в телевізійних драмах «Помийте дівчину» (2007), «Власна кімната на узбережжі» (2008), «Звуковий удар» (2009), Lady Saigo no Hanzai Profile (2011) і «Я загубив телефон» (2018).